# Mistrzostwa Świata w Gimnastyce Sportowej 1938
11. Mistrzostwa świata w gimnastyce sportowej, które odbyły się w czechosłowackim mieście Praga w 1938 roku.

## Tabela medalowa
| Poz. | Państwo        | Złota | Srebra | Brązy | Łącznie |
| ---- | -------------- | ----- | ------ | ----- | ------- |
| 1    | Czechosłowacja | 11    | 6      | 2     | 19      |
| 2    | Szwajcaria     | 4     | 3      | 5     | 12      |
| 3    | Królestwo SHS  | 0     | 1      | 2     | 3       |
| 4    | Polska         | 0     | 0      | 1     | 1       |

## Mężczyźni

### Wielobój indywidualnie
| Medal | Państwo        | Zawodnik   |
| ----- | -------------- | ---------- |
|       | Czechosłowacja | Jan Gajdos |
|       | Czechosłowacja | Jan Sládek |
|       | Szwajcaria     | Eugen Mack |

### Ćwiczenia wolne
| Medal | Państwo        | Zawodnik    |
| ----- | -------------- | ----------- |
|       | Czechosłowacja | Jan Gajdos  |
|       | Czechosłowacja | Alois Hudec |
|       | Szwajcaria     | Eugen Mack  |

### Ćwiczenia na koniu z łękami
| Medal | Państwo        | Zawodnik           |
| ----- | -------------- | ------------------ |
|       | Szwajcaria     | Michael Reusch     |
|       | Czechosłowacja | Vratislav Petracek |
|       | Szwajcaria     | Leo Schürmann      |

### Ćwiczenia na kółkach
| Medal | Państwo        | Zawodnik           |
| ----- | -------------- | ------------------ |
|       | Czechosłowacja | Alois Hudec        |
|       | Szwajcaria     | Michael Reusch     |
|       | Czechosłowacja | Vratislav Petracek |

### Ćwiczenia na poręczach
| Medal | Państwo        | Zawodnik       |
| ----- | -------------- | -------------- |
|       | Szwajcaria     | Michael Reusch |
|       | Czechosłowacja | Alois Hudec    |
|       | Królestwo SHS  | Josip Primozic |

### Ćwiczenia na drążku
| Medal | Państwo        | Zawodnik       |
| ----- | -------------- | -------------- |
|       | Szwajcaria     | Michael Reusch |
|       | Czechosłowacja | Alois Hudec    |
|       | Szwajcaria     | Walter Beck    |

### Skok
| Medal | Państwo    | Zawodnik     |
| ----- | ---------- | ------------ |
|       | Szwajcaria | Eugen Mack   |
|       | Szwajcaria | Walter Beck  |
|       | Szwajcaria | Hans Nagelin |

### Zawody drużynowe
| Medal | Państwo        |
| ----- | -------------- |
|       | Czechosłowacja |
|       | Szwajcaria     |
|       | Królestwo SHS  |

## Kobiety

### Wielobój indywidualnie
| Medal | Państwo        | Zawodniczka           |
| ----- | -------------- | --------------------- |
|       | Czechosłowacja | Vlasta Dekanová       |
|       | Czechosłowacja | Zdenka Vjerzimirsková |
|       | Czechosłowacja | Matulda Palfyeva      |

### Zawody drużynowe
| Medal | Państwo        |
| ----- | -------------- |
|       | Czechosłowacja |
|       | Królestwo SHS  |
|       | Polska         |

### Skok
| Medal | Państwo        | Zawodniczka     |
| ----- | -------------- | --------------- |
|       | Czechosłowacja | Vlasta Dekanová |

### Ćwiczenia na równoważni
| Medal | Państwo        | Zawodniczka     |
| ----- | -------------- | --------------- |
|       | Czechosłowacja | Vlasta Dekanová |

### Ćwiczenia wolne
| Medal | Państwo        | Zawodniczka      |
| ----- | -------------- | ---------------- |
|       | Czechosłowacja | Matylda Palfyová |

### Ćwiczenia na poręczach
| Medal | Państwo        | Zawodniczka      |
| ----- | -------------- | ---------------- |
|       | Czechosłowacja | Matylda Palfyová |
|       | Czechosłowacja | Vlasta Dekanová  |